# Ẽ
Ẽ – litera oznaczająca samogłoskę nosową w alfabecie guarani używanym do zapisywania języka guarani, jest to piąta litera w tym alfabecie.